# Gleizé
Gleizé este o comună în departamentul Rhône din sud-estul Franței. În 2009 avea o populație de 7.675 de locuitori.

## Evoluția populației
| An        | 1975  | 1982  | 1990  | 1999  | 2006  | 2009  |
| --------- | ----- | ----- | ----- | ----- | ----- | ----- |
| Populație | 3.708 | 6.591 | 8.317 | 8.050 | 7.807 | 7.675 |